# Coelioxys smithii
Coelioxys smithii är en biart som beskrevs av Dalla Torre 1896. Coelioxys smithii ingår i släktet kägelbin, och familjen buksamlarbin. Inga underarter finns listade i Catalogue of Life.